# D'Molls
I D'Molls furono un gruppo hair metal statunitense formato a Chicago, Illinois nel 1985.

## Storia
I D'Molls, originariamente sotto il nome di "The Chicago Dolls", vennero fondati nel 1985 da Desi Rexx, (vero nome Duane Dunn, prima conosciuto come Desi Valentine). Rexx prima suonò nei St. Valentine (gruppo dove militavano anche due membri dei London Lizzie Grey e Nigel Itson), e in un'altra band chiamata Junebug.
Il resto della band era composto da Billy Dior alla batteria, che nei primi anni 80 suonò con la band "Screamin' Mimi's", (con C.C. DeVille che proprio in quel periodo scrisse il brano che più tardi sarà conosciuto come "Talk Dirty To Me", uno dei cavalli di battaglia dei Poison) e un breve periodo nei London, Lizzy Valentine al basso, chitarra e piano, e S.S. Priest alla chitarra. La band poi decise di ribattezzarsi come D'Molls.
Nello stesso 1985, il gruppo intenzionato ad assicurarsi una fiorente carriera ed un contratto con una major, si spostò a Los Angeles, la capitale del glam metal. Dopo sole due settimane a Hollywood, i D'Molls si procurarono un contratto discografico con la Atlantic Records ed iniziarono a lavorare per il primo album. Questa è diffusa come una leggenda dal sito della band, realmente impiegarono otto mesi di continui rifiuti e duro lavoro prima di trovare un accordo con la Atlantic, accordo che venne firmato nel novembre 1986. Il gruppo si fece notare grazie a frequenti performance ai noti locali di Los Angeles come il The Whiskey A Go Go, The Troubadour e il Roxy.
Nel periodo in cui firmarono per la Atlantic, il gruppo venne a scoprire che S.S. Priest (Scotty Davis) era ancora sotto contratto con i Diamond Rexx, la sua band precedente, e come tale vollero sostituirlo con l'allora diciassette Sean Freehill. In realtà il chitarrista S.S. Priest originale (Scotty Davis), suonava in entrambe le band allo stesso tempo e registrò con i Diamond Rexx l'album Land Of The Damned (1987) prima di entrare nei D'Molls.
Freehill volle continuare a farsi chiamare con lo pseudonimo di S.S. Priest come il precedente Davis.
Con questa formazione i D'Molls debuttarono a Los Angeles suonando in noti locali come il Gazzari's, The Whiskey A Go Go, The Troubadour e il Roxy.
La band incise il primo demo ai at Westlake Studios che includeva la traccia "All I Want". Arruolando come manager Gerry Tollman, i D'Molls firmarono così per la Atlantic nel novembre 1986.
La confusione con i due S.S. Priest continuò: mentre il debut era in fase di realizzazione, Scotty Davis rinunciò definitivamente ai Diamond Rexx e raggiunse nuovamente i D'Molls con il suo pseudonimo precedente sostituendo il temporaneo Freehill.
Dopodiché pubblicarono il loro debut, l'omonimo D'Molls nel 1988.
Il singolo estratto "777" ricevette una forte sponsorizzazione sul canale MTV, l'album riscosse un ottimo successo negli States e in Gran Bretagna; vennero definiti come "i nuovi Aerosmith". Il disco venne criticato per essere di scarsa qualità e per la sua grezzezza. A seguire, la band partecipò a diversi tour di supporto a grandi gruppi come Warrant, Guns N'Roses, Paul Stanley e BulletBoys.
Mentre erano impegnati a un concerto a New York City, il proprietario della Atlantic, Ahmet Ertegün, assisté allo show da cui venne notevolmente colpito. Egli insistette nel far interrompere il tour alla band per far loro registrare un nuovo album. Nel 1990 S.S. Priest e Billy Dior parteciparono come coristi all'album Sahara degli House of Lords di Gregg Giuffria, assieme a molti altri ospiti speciali.
Il secondo album dei D'Molls Warped, prodotto da Kevin Beamish, uscì nel 1990 e finalmente la band riuscì a venire apprezzata anche nel paese d'origine grazie anche alle registrazioni di miglior qualità, ma nonostante ciò non guadagnò gli stessi consensi.
La Atlantic diede la massima sponsorizzazione e disponibilità al gruppo, ma durante questo periodo la band subì un cambio di management e sorsero delle tensioni interne che sfociarono in una rissa tra Rexx e Valentine. Dati i diverbi interni ed un possibile scioglimento, la Atlantic Records reagì riducendo notevolmente la diffusione e sponsorizzazione dell'album Warped. La band suonò il loro ultimo show il 28 agosto 1990 al The Riviera Theater di Chicago.
Nel febbraio 1991 Desi Rexx venne reclutato dalla band di David Lee Roth in tour come chitarrista a sostituzione di Jason Becker, per promuovere inoltre il disco A Little Ain't Enough, a cui egli non aveva neanche partecipato. Il tutto confermo lo scioglimento della band. Dopo due mesi con David Lee Roth, Desi Rexx venne inoltre scaricato dallo stesso Roth durante il tour.

### Dopo lo scioglimento
Dopo lo scioglimento Priest ritornò nella sua vecchia band i Diamond Rexx. Rexx partecipò poi a vari progetti con Axis, Rick Derringer, Alcatrazz e con il chitarrista dei Private Life Danny Johnson in un progetto chiamato Rexx and Johnson.
Valentine, dopo aver intrapreso una carriera come produttore/songwriter, si dedicò ad altri progetti.
Nel 1997 venne pubblicata una raccolta di alternate takes e demo intitolata Beyond D'Valley of D'Molls.
Dior iniziò a scrivere romanzi sotto il suo vero nome, Billy McCarthy. Il suo primo romanzo "The Devil of Shakespeare" divenne un bestseller nell'estate 2004. Il libro venne edito con un CD contenente la relativa colonna sonora; queste tracce vennero registrate da Dior alla batteria, Jani Lane (ex Warrant) alla voce, Chip Z'Nuff degli Enuff Z'Nuff al basso, James Young degli Styx alla chitarra e Ron Flynt dei 20/20.
I D'Molls annunciarono il loro ritorno nel 2006. La band, composta da Desi Rexx, S.S. Priest, Lizzy Valentine e Billy Dior, doveva esibirsi dopo sedici anni come special guest supportati dalla cover band Metal Skool al Key Club di West Hollywood, California il 22 gennaio 2007. Tuttavia cancellarono questa data.

## Formazione

### Formazione attuale
- Desi Rexx (Duane Dunn) - voce (1985-91)
- S.S. Priest (Scotty Davis) - chitarra (1985-86, 1987-91)
- Lizzy Valentine - basso (1985-91)
- Billy Dior (Billy McCarthy) - batteria (1985-91)

### Ex componenti
- S.S. Priest (Sean Freehill) - chitarra (1986-87)

## Discografia

### Album in studio
- 1988 - D'Molls
- 1990 - Warped

### Raccolte
- 1997 - Beyond D'Valley of D'Molls